# Yves Devernay
Pour les articles homonymes, voir Devernay.

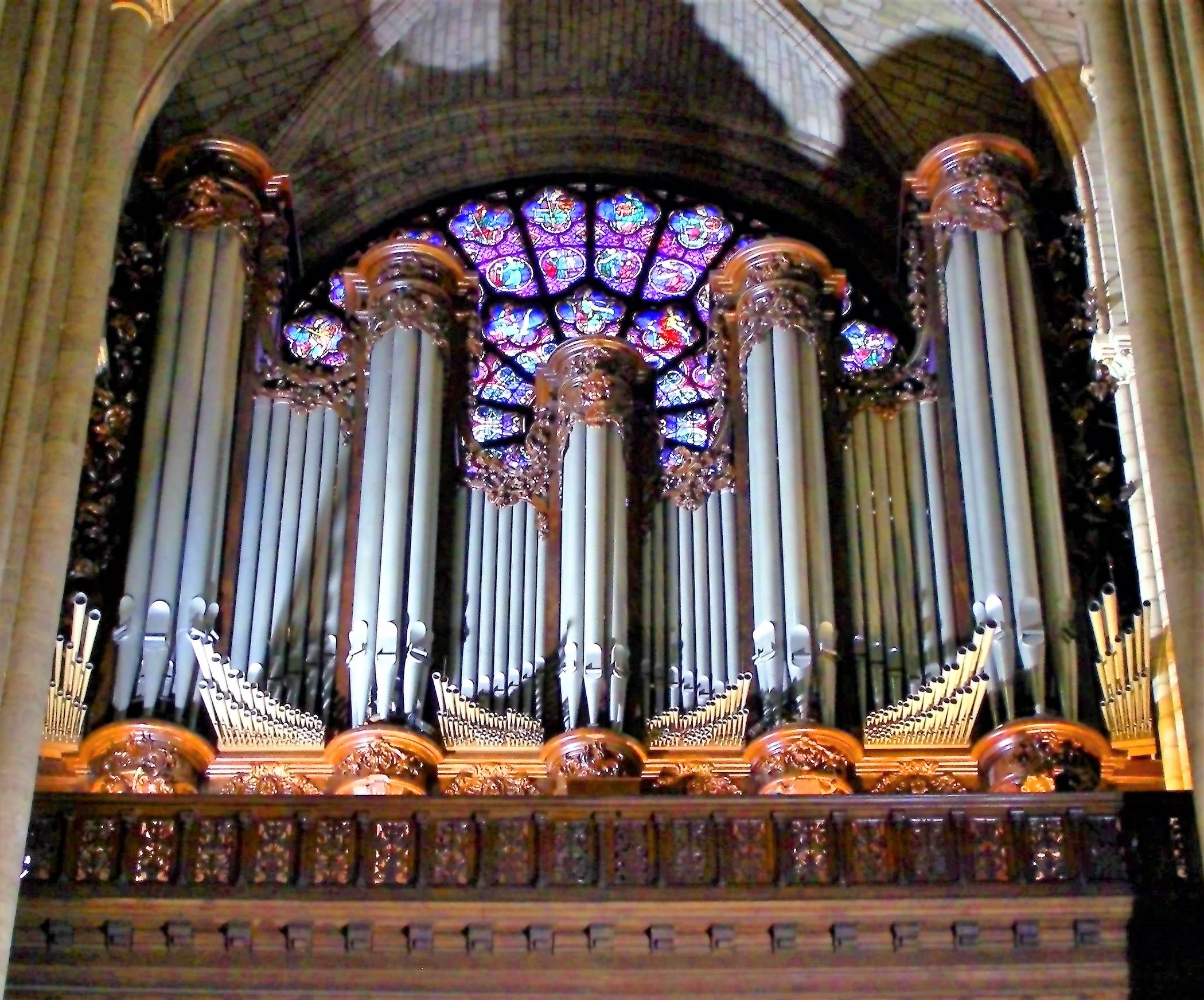
Grandes-Orgues de Notre-Dame de Paris

Yves Devernay, né à Tourcoing le 9 mai 1937, décédé le 10 décembre 1990 dans la même ville, est un organiste, improvisateur et compositeur français.

## Biographie

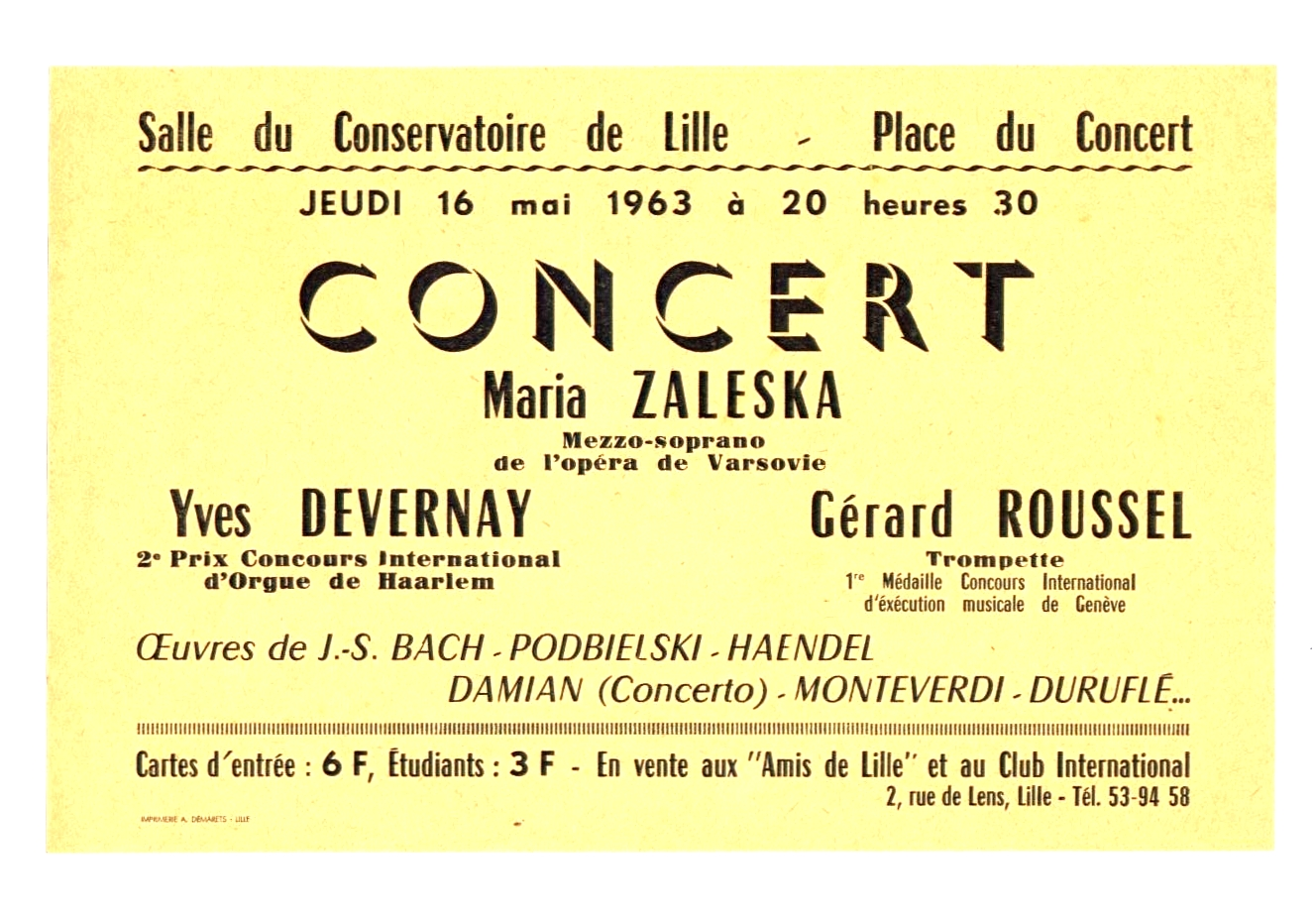
Prospectus annonçant le concert du Club International avec Yves Devernay

Tout d'abord élève de Jeanne Joulain au conservatoire de Roubaix, il intégra ensuite en 1958 la classe de Rolande Falcinelli au Conservatoire de Paris, après un passage d'une année au conservatoire de Lille. Premier prix d'orgue en 1961, il étudia également quelque temps avec Marie-Claire Alain et fut lauréat de plusieurs concours internationaux, dont celui de Chartres en 1971, ex aequo avec Daniel Roth.
Professeur d'orgue aux conservatoires de Roubaix et Valenciennes, il était aussi organiste virtuose possédant une grande technique alliée à un talent incontestable pour l'improvisation. Nommé en 1985 organiste co-titulaire de la Cathédrale Notre-Dame de Paris aux côtés d'Olivier Latry, de Philippe Lefèbvre et de Jean-Pierre Leguay, à la suite de la mort de Pierre Cochereau, poste qu'il occupa jusqu'en avril 1990. Il était également titulaire des orgues de l'église Saint-Christophe de Tourcoing depuis 1965.
Le 10 décembre 2010, une plaque commémorative a été apposée à l'entrée du cimetière de la commune de Mouvaux, où il repose.
Édouard Devernay, son oncle, toucha les orgues de l'église Notre-Dame-des-Victoires de Trouville-sur-Mer (Calvados) durant quarante ans (1912 à 1952).
Décorations: Officier du Mérite Artistique, Brouette d'or des Amis de Tourcoing et du carillon en 1989.

## Œuvres
- Plusieurs pièces pour chœurs et orgue
- 2 concertos pour orgue et orchestre
- Ballade pour hautbois et orgue
- Dialogue pour piano et orgue

## Bibliographie

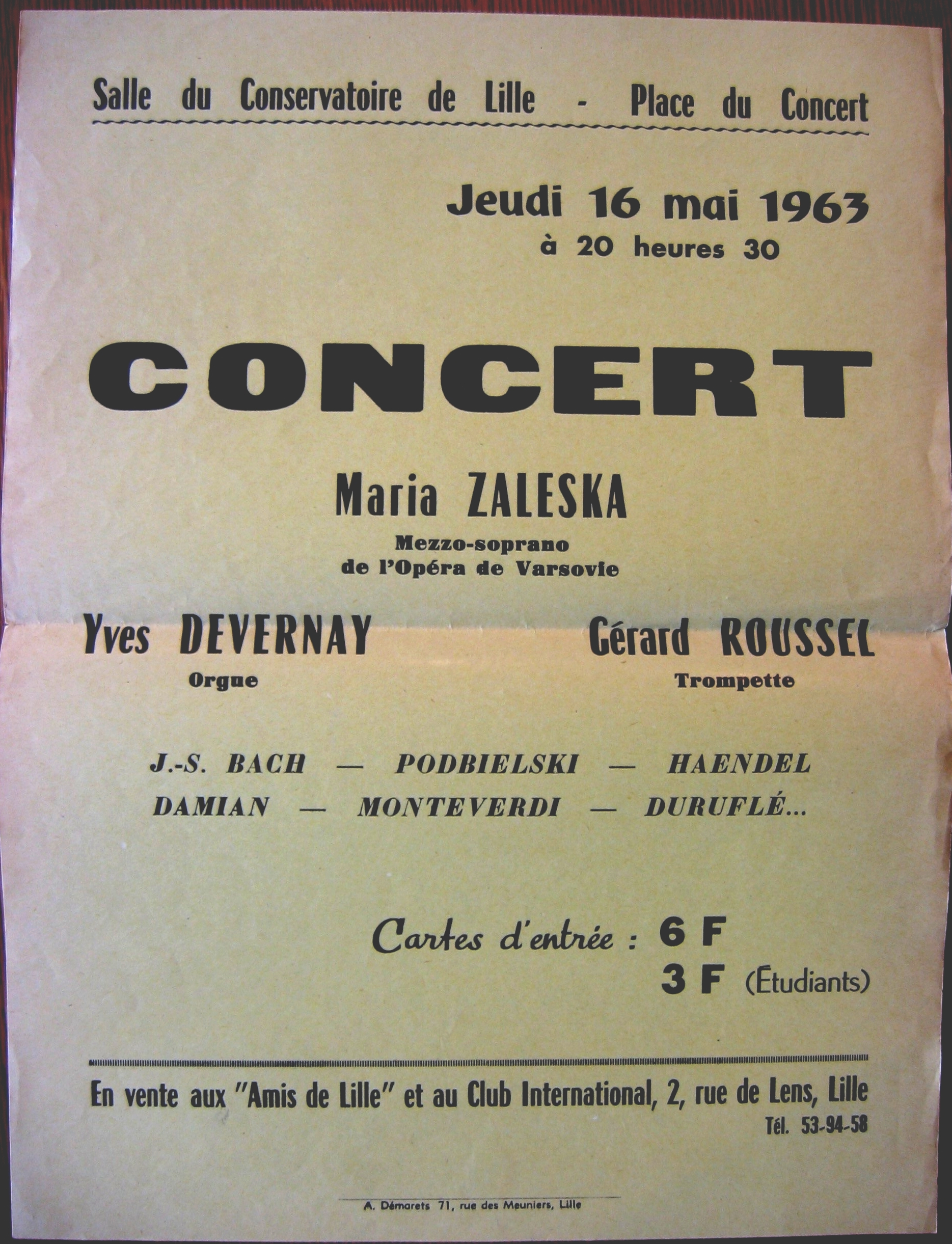
Affiche du concert donné avec le concours d’Yves Devernay, organisé à Lille par le Club International.

## Discographie
- Hommage à Yves Devernay - Inauguration du Grand Orgue de Notre-Dame de Paris le 4 décembre 1992. - CD  Réf.: JM 003 -      ADD

1. Improvisation "néo-classique"  (sortie de vêpres 24 janvier 1988); 2. O. Messiaen (1908-1992): Transports de joie  (sortie de messe 11 mars 1990);  3. Improvisation : paraphrase sur un thème de Nabucco de Verdi (concert privé 31 mars 1987);  4. F. Liszt (1811-1886): Prélude et fugue sur B.A.C.H.  (sortie de messe 20 mars 1988).
Production : Visual Communication.
- Yves Devernay aux grandes orgues de la cathédrale Notre-Dame de Paris - CD Réf.: 16 214     Mitra Digital

C.-M. Widor : Allegro extrait de la Cinquième Symphonie; E. Devernay : Le Miracle de la Tempête; M. Duruflé : Prélude et Fugue sur le nom d’Alain; J. Guillou : Sinfonietta; J. Langlais : Nazard, extrait de la Suite française; M. Dupré : Variations sur un noël; E. Gigout : Toccata.
- Yves Devernay - Improvisations à Notre-Dame de Paris - CD Réf.: D2892 SM 63)    Studio SM

Improvisations au cours d’offices (entrées, offertoires, communions, sorties, versets de vêpres)